# Bogislav V. Pomořanský
Bogislav V. Pomořanský (německy Bogislaw V. von Pommern, 1318? – mezi 16. říjnem 1373 a 23. dubnem 1374) byl pomořanský vévoda, otec Alžběty Pomořanské, manželky císaře Karla IV.

## Život
Byl nejstarším synem vévody Wartislava IV. Jeho bratři byli Barnim IV. a Wartislav V., po otcově smrti v roce 1326 společní vládci. Spojili se s králem Kazimírem III. Polským, jehož dcera Alžběta se stala Bogislavovou manželkou. Když Alžběta v roce 1361 zemřela, tak se v roce 1362 Bogislav oženil s Adélou, dcerou Arnošta I. Brunšvicko-Grubenhagenského.
Smrt Barnima v roce 1366 zapříčinila spory mezi Bogislavem a Wartislavem, jež byly urovnány v roce 1368 rozdělením Pomořanska mezi Bogislava V., Wartislava V. a Barnimovy syny, Bogislava VI. a Wartislava VI. Bogislav získal většinu Pomořanska-Wolgast, Wartislav Neustettin, a Barnimovi synové získali severozápadní Pomořansko s Rujánou a Uznojem.
Bogislavova dcera Alžběta se v roce 1363 provdala za císaře Karla IV., s nímž Bogislav v roce 1370 uzavřel spojenectví. Zemřel roku 1373 či 1374 a byl pohřben v premonstrátském klášteře Belbuck.